# 센테시구

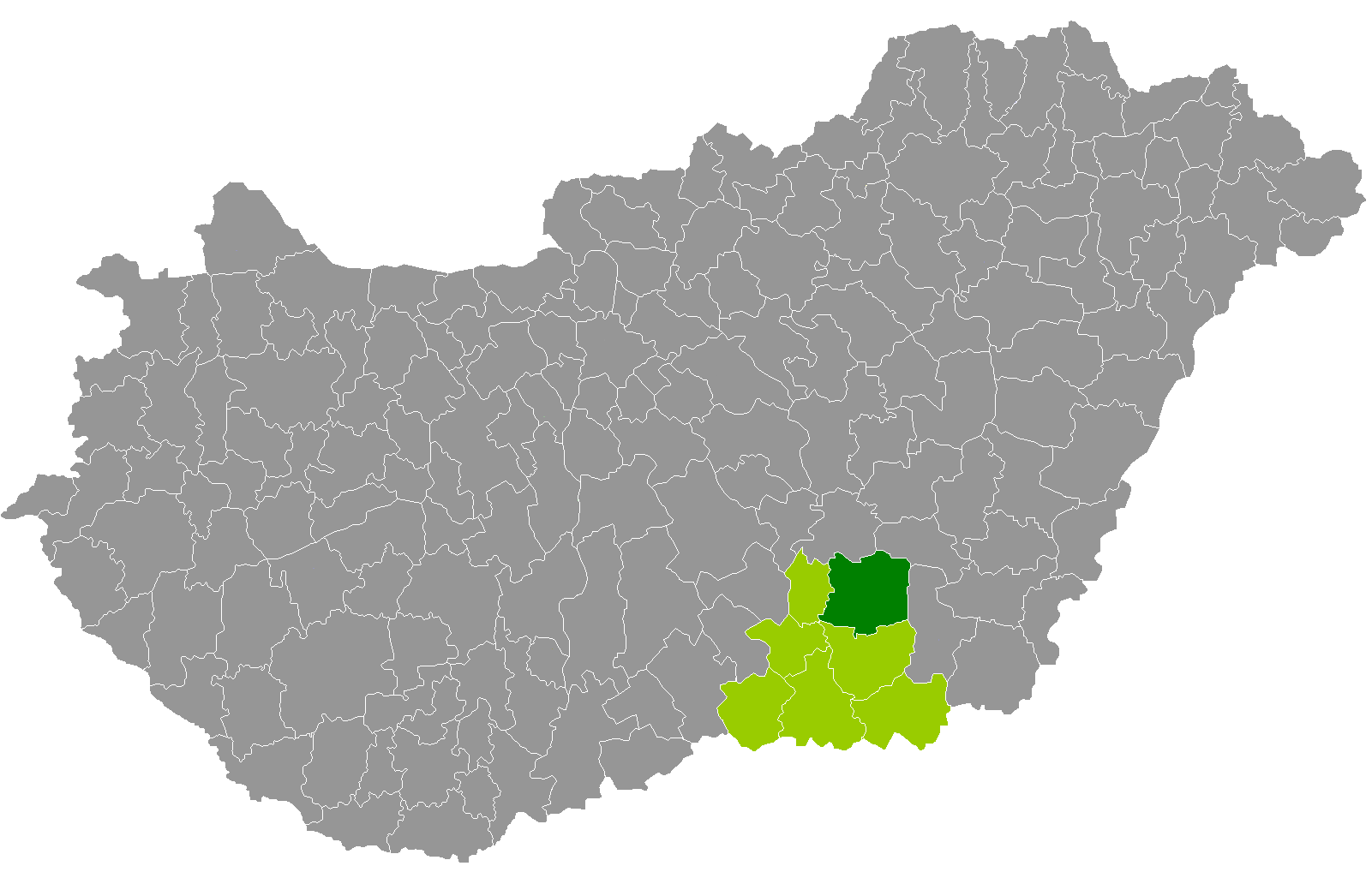
촌그라드처나드주 지도에 표시된 센테시구의 위치

센테시구(헝가리어: Szentesi járás)는 헝가리 촌그라드처나드주에 위치한 구로 구청 소재지는 센테시이며 면적은 813.84km2, 인구는 41,328명(2011년 기준), 인구 밀도는 51명/km2이다.
북쪽으로는 야스너지쿤솔노크주 쿤센트마르톤구, 베케시주 서르버시구, 동쪽으로는 베케시주 오로슈하저구, 남쪽으로는 호드메죄바샤르헤이구, 서쪽으로는 촌그라드구와 접한다. 8개 지방 자치체(1개 시, 7개 마을)를 관할한다.

구 문장